# 2008年夏季殘疾人奧林匹克運動會拉脫維亞代表團
2008年夏季殘疾人奧林匹克運動會拉脫維亞代表團於2008年9月6日至17日參加在中國北京舉行的第13屆殘疾人奧運會。
拉脫維亞在本屆殘奧會將派出運動員出戰包括田徑、盲人柔道、舉重、坐式排球等項目。

## 獎牌榜
| 奖牌 | 运动员            | 项目 | 赛事                |
| ---- | ----------------- | ---- | ------------------- |
| 金牌 | 艾加尔斯·阿皮尼斯 | 田径 | 男子铁饼F33/34/52級 |
| 銀牌 | 艾加尔斯·阿皮尼斯 | 田径 | 男子铅球F33/34/52級 |
| 銀牌 | 埃德加斯·贝格斯   | 田径 | 男子铅球F35/36級    |

## 參賽項目
田徑、盲人柔道、舉重、坐式排球